# Mas Torre Amela de Forcall
El Mas Torre Amella o Ametla se halla en la parte oriental del término municipal de Forcall, un poco al norte de la Rambla del río Chiva, en la comarca de los Puertos de Morella, en la provincia de Castellón. Se trata de una torre defensiva levantada en el complejo de una masía con la finalidad de proteger tanto las cosechas como los agricultores que se ocupaban de ellas, en una zona más apartada del núcleo poblacional de lo razonable, para poder estar protegida por él. Está catalogada como Bien de Interés Cultural tal y como queda reflejado en la Dirección General de Patrimonio Artístico, de la Generalidad Valenciana.
Pese o quizás por su declaración como BIC  genérica, no presenta inscripción ministerial, teniendo como identificador el código: 12.01.061-014.

## Descripción histórico-artística
El mas está formado por u conjunto de cinco edificios con torre defensiva, un muro que hace las veces de empalizada y un gran almacén con cubierta a dos aguas, todo ello localizado en el valle del río de Chiva.
La torre presenta una cubierta a dos aguas acabada en teja. Cuenta con planta baja y tres niveles de altura. Durante los siglos XVII y XVIII se procedió a realizar una serie de reformase como son la colocación de un balcón redondo y unas ventanas en la última planta. Respecto a la construcción anexa, destaca en ella la cubierta a una sola vertiente con dos balcones. la fábrica es de mampostería, reforzada en las esquinas con sillares, sobre todo en la torre.
Se tiene constancia de su existencia en el siglo XIV, ya que el profesor Eixarch Frasno la identificó en el año 1389, cuando se conocía con el nombre de "Mas de Guillermo Saura el río de Chiva "; en 1429 era llamada "Torre den Puilart"; en 1589 "Torre de Vicent Saura" y el 1663 "Torre de Paz Saura al río Chiva". En el año 1850, en el estudio de los cortijos de Forcall se las conoce como "Torre Romeu" y aunque también en ese mismo año en otros documentos ya se le denomina "Mas Torre Amela". Hay documentación sobre la venta realizada por el propietario Vicente Noguera Janguas a Miguel Amela Casanova.
Así, la familia Amela era propietaria y residente de la Torre en el siglo XIX, y permanece empadronada en la misma hasta el año 1901. A lo largo del siglo XX han cambiado los miembros de la familia que en ella residían, pero ha seguido habitada por los Amela hasta 1954, año en el que pasan a empadronarse como residentes en el más Guillermo Segura y Carmen Celma, con los hijos Encarnación, Josefa y Lourdes, aunque su residencia en la torre fue breve, ya que en 1965 se trasladaron  a  Morella.